# Ursula Kundert
Ursula Kundert (* 11. März 1970 in Zürich) ist eine deutsche und schweizerische Literaturwissenschaftlerin sowie ehemalige Zürcher Verfassungsrätin und Drachenboot-Sportlerin.

## Leben
Ursula Kundert wuchs im Kanton Zürich auf und studierte an der Universität Zürich und der Universität Granada Deutsche Sprach- und Literaturwissenschaft, Politikwissenschaft, Völkerrecht und Europarecht. Sie erhielt von der Europäischen Union 1994 den Erasmus-Preis.
Ihre wissenschaftliche Laufbahn führte sie ans Deutsche Seminar der Universität Zürich, ans Collegium Helveticum, als Juniorprofessorin an die Universität Kiel, ans Max-Planck-Institut für Wissenschaftsgeschichte nach Berlin, an die Universität Konstanz und die Universität Bern, an die Technische Universität Braunschweig und an die Universität Würzburg.
Sie ist Privatdozentin für Deutsche Literatur des Mittelalters und der frühen Neuzeit an der Universität Kiel.

## Politik
Kundert gehörte von 2000 bis 2003 dem Zürcher Verfassungsrat an. Darin wirkte sie in der Kommission für Politische Rechte und Bürgerrecht mit.

## Sport
Kundert errang als Mitglied der Schweizer Drachenboot-Nationalmannschaft eine Silber-Medaille bei der Europameisterschaft 1998 in Rom und eine Bronze-Medaille bei der Weltmeisterschaft 1999 in Nottingham.